# جون كليمر
جون كليمر (بالإنجليزية: John Clymer)‏ هو رسام أمريكي، ولد في 29 يناير 1907، وتوفي في 2 نوفمبر 1989.